# Petroselinum crispum
Petroselinum crispum có tên là ngò tây hay mùi tây (parsley) là một loài thực vật có hoa trong họ Hoa tán. Loài này được (Mill.) Nyman ex A.W. Hill miêu tả khoa học đầu tiên năm 1925.
Ngò tây là loài bản địa khu vực trung tâm và đông Địa Trung Hải (Sardinia, Lebanon, Israel, Cyprus, Thổ Nhĩ Kỳ, miền nam Italia, Hy Lạp, Bồ Đào Nha, Tây Ban Nha, Malta, Morocco, Algeria và Tunisia), nhưng đã được du nhập vào những nơi khác ở châu Âu, và được trồng rộng rãi như một loại thảo mộc và một loại rau.
Loài thực vật này phát triển hai năm một lần, trong năm đầu tiên, nó tạo thành một hình hoa thị gồm những chiếc lá ba vòng, dài 10–25 cm, với nhiều lá chét 1–3 cm và một rễ cái được sử dụng làm một cửa hàng thực phẩm trong mùa đông. Vào năm thứ hai, nó phát triển một thân cây ra hoa với những chiếc lá thưa hơn và hình bầu dục với những bông hoa màu vàng đến vàng lục.
Mùi tây được sử dụng rộng rãi trong ẩm thực châu Âu, Trung Đông và Mỹ.

## Hình ảnh

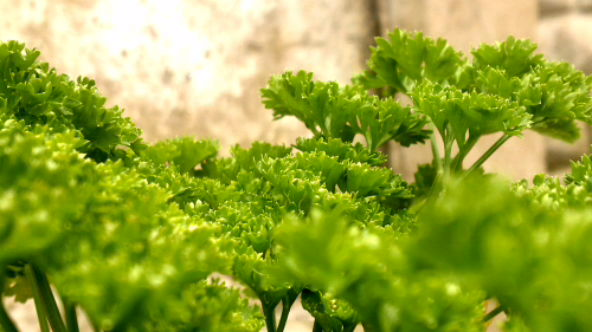
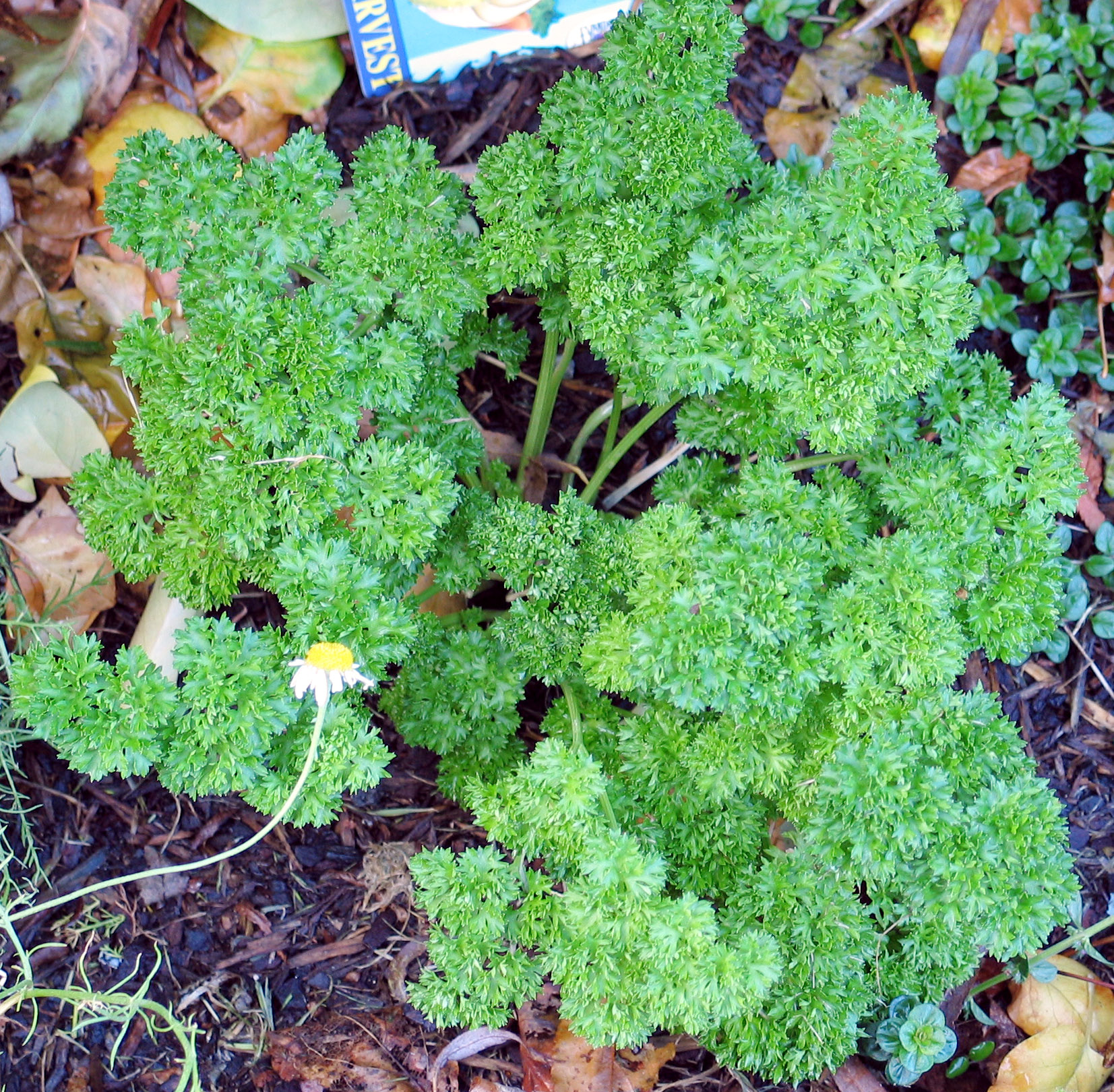
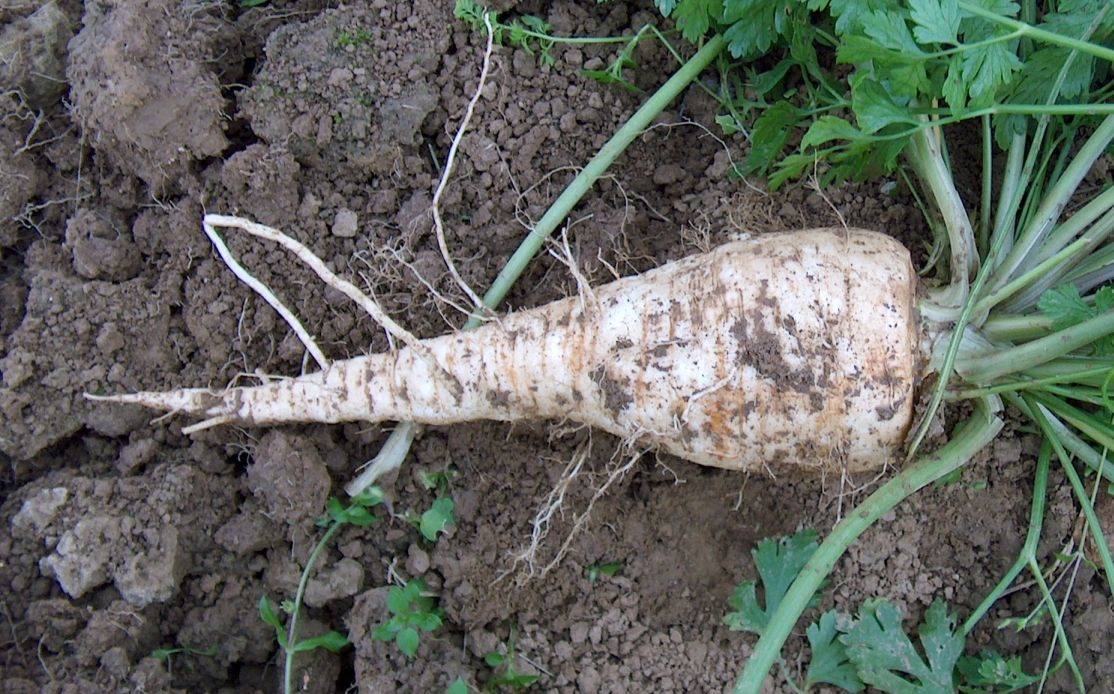
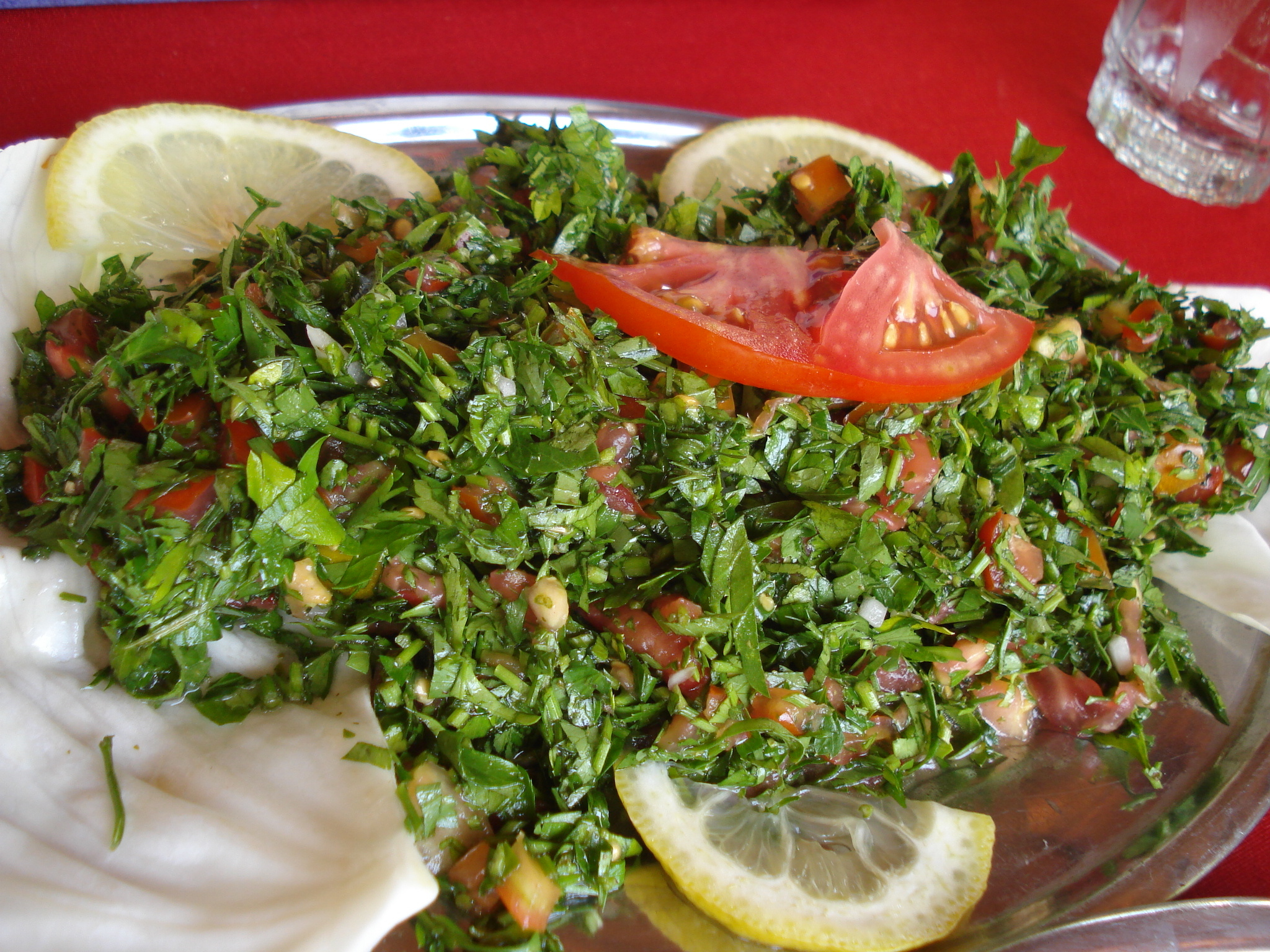